# ديكنسون بيشوب
ديكنسون بيشوب (بالإنجليزية: Dickinson Bishop)‏ هو شخصية أعمال أمريكي، ولد في 24 مارس 1887 في دواغياك في الولايات المتحدة، وتوفي في 16 فبراير 1961 في أوتاوا في الولايات المتحدة بسبب سكتة.